# Duru jezici
Duru jezici (privatni kod: duru; isto i 4.0, Group 4), ogranak leko-nimbarijskih jezika iz Kameruna, šira skupina adamawa. Predstavnici su (11): 
a. Dii jezici (3): dii, dugun (pape), duupa,
b. Duli jezici (1) Kamerun: duli.
c. Voko-Dowayo jezici (7): 
c1. Kutin jezici (1): peere.
c2. Vere-Dowayo jezici (5): 
a. Dowayo jezici (1) Kamerun: doyayo.
b. Vere-Gimme jezici (4): 
b1. Gimme jezici (2) Kamerun: gimme, gimnime.
b2. Vere jezici (2) Nigerija: koma, mom jango.
c3. Voko jezici (1) Kamerun: longto.
Nekada priznati jeziik saa [szr; povučen] s 3.500 govornika (1982 SIL), danas se vodi kao dijalekt jezika dugun.

## Vanjske poveznice
- Ethnologue (14th)
- Ethnologue (15th)